# حجر عيزانا
حجر عيزانا هو شاهد تذكاري لعيزانا ملك مملكة أكسوم القديمة. يوثق الشاهد التذكاري: تحول الملك عيزانا إلى المسيحية متأثرًا بمعلمه القديس فرومينتيوس، كما وثق الشاهد التذكاري غزو الملك للمناطق المجاورة في القرن الأفريقي، بما في ذلك أهم انتصارته التغلب على ميروي عاصمة مملكة كوش.

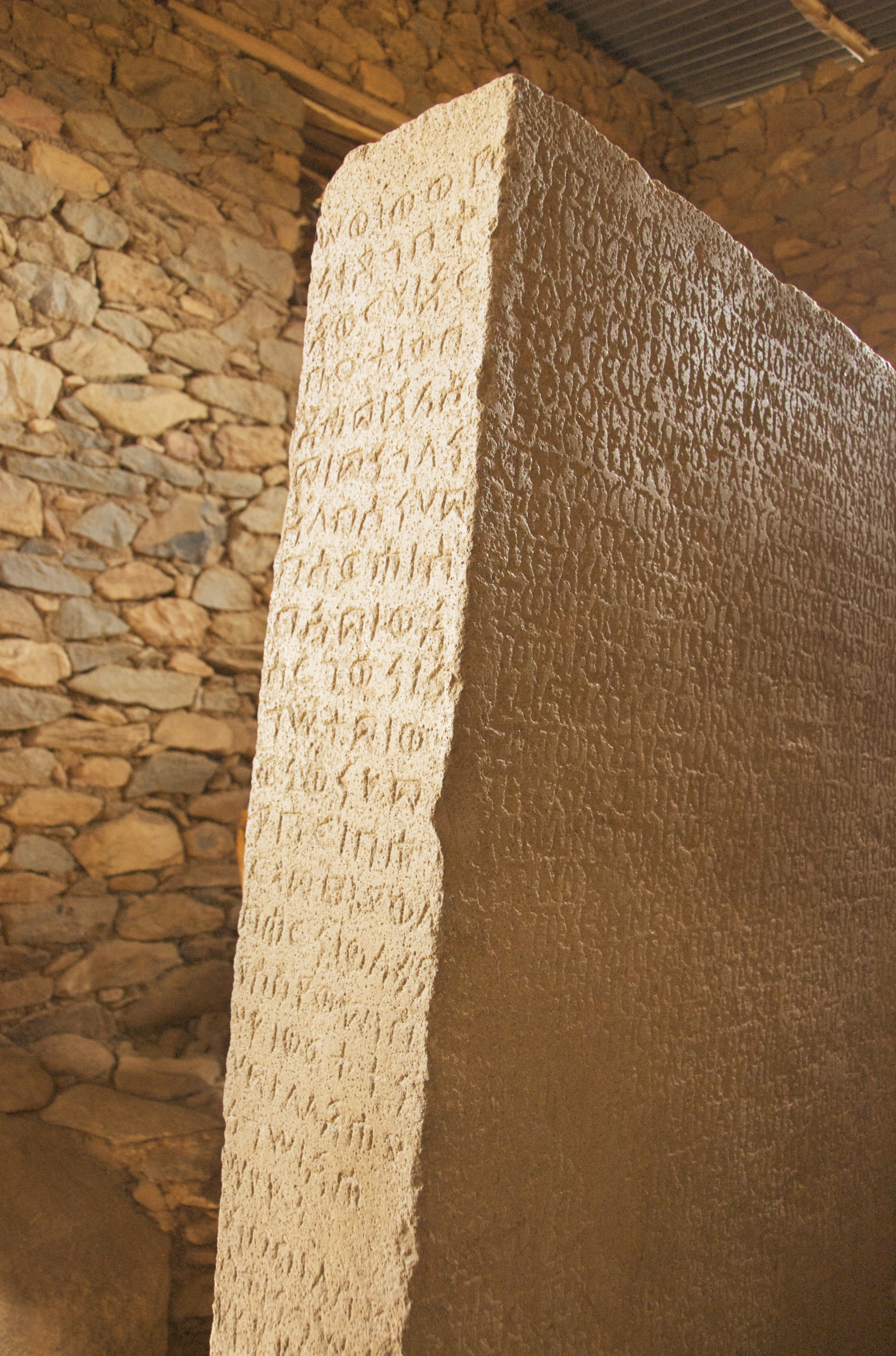
حجر عيزانا من القرن الرابع الميلادي مدون عليه انتصارات الملك عيزانا ملك أكسوم على مملكة كوش في مروي

## نبذة عن الحجر

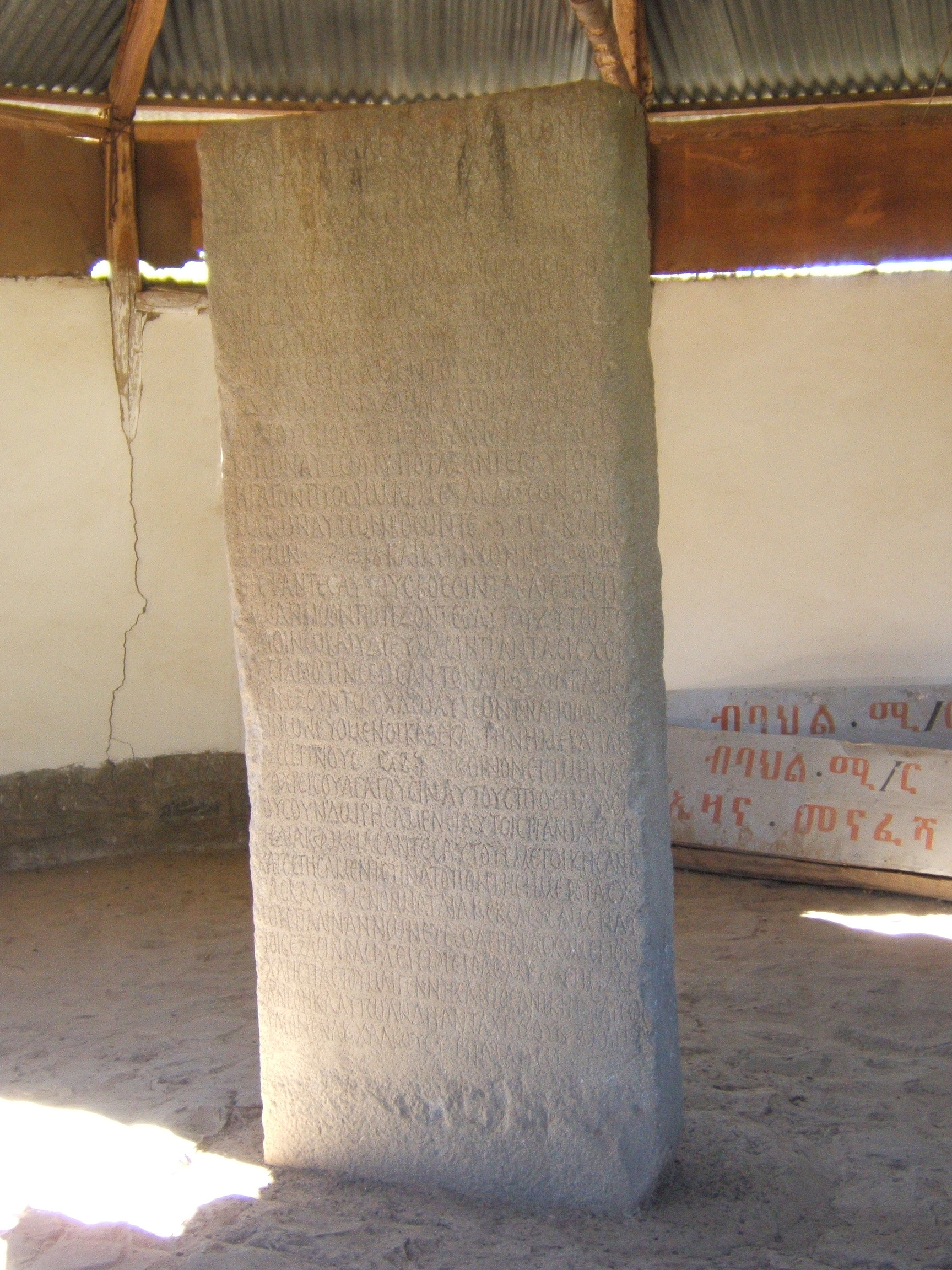

حكم الملك عيزانا: اكسوم وحمير وريدان والساهو وصالحين وصيامو والبجة وكوش في القرن الرابع للميلاد خلفًا لأبيه الأعميدا. في إحدى حملاته شن الملك عيزانا حربًا ضد النوبيين الثأريين في حوالي عام 350 م نتج عنها سقوط مملكة كوش؛ واحتفل الملك بنصره مسطرًا على شاهد عيزانا التذكاري الشهير. نُقش على الشاهد: بالخط الحميري والخط الجعزي والألفبائية اليونانية.
كما تم العثور على العديد من النقوش الحجرية المكتوبة بالخط الجعزي في ميروي عاصمة مملكة كوش.

## نص النقش

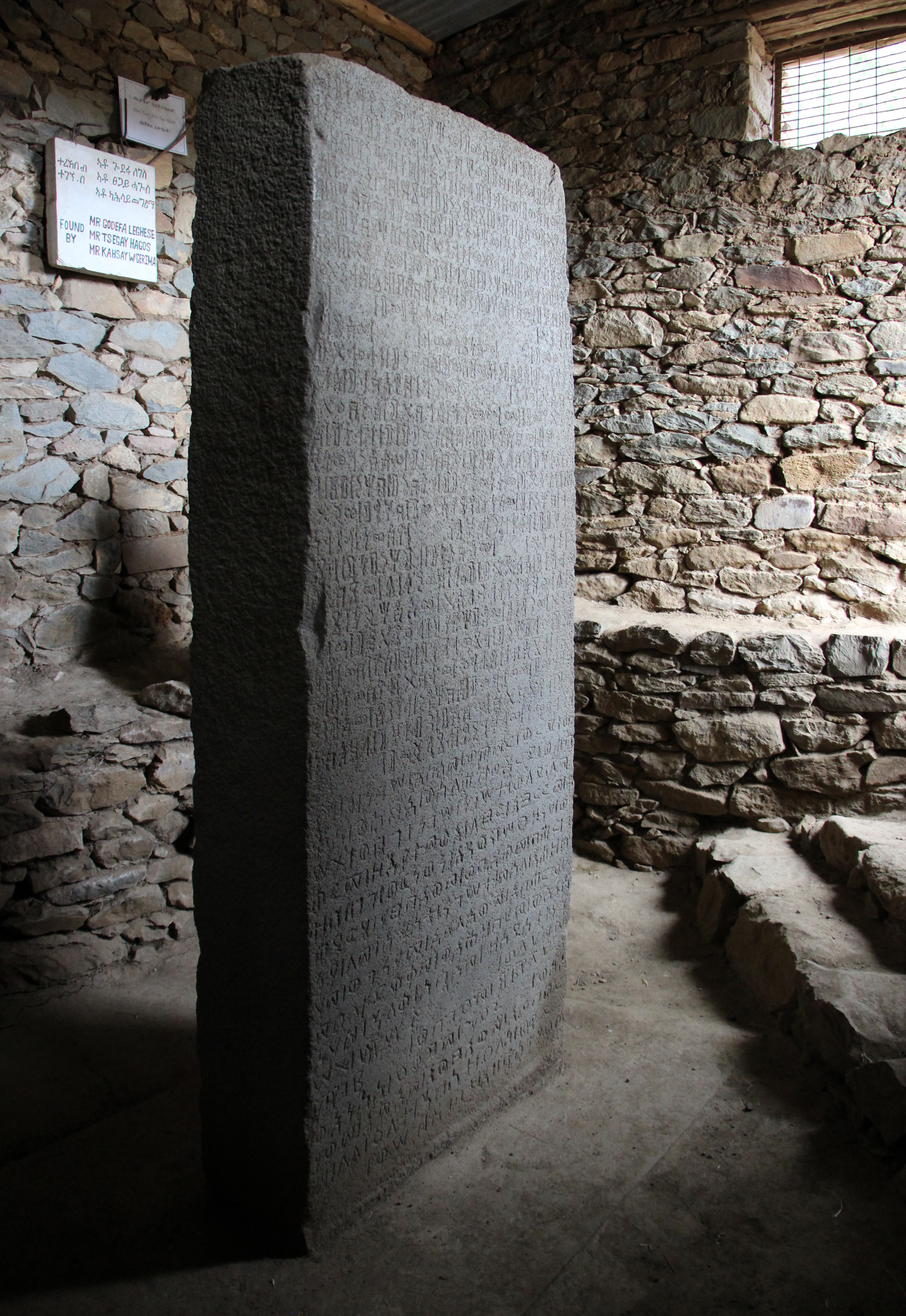

انا ملك الملوك عيزانا ابن ايلا واميدا ملك اكسوم وحمير وريدان والساهو وصالحين وصيامو والبجة وكوش. حاربت النوبة الذين ثاروا وتباهوا بذلك، قالوا انني لن اعبر نهر التكزي «عطبرة» ولأنهم كرروا هجماتهم على المانقورتو والخاسا والنارا . اعتدوا على السود والحمر، ومرتين وثلاث خانوا عهدهم وقتلوا جيرانهم بلا رحمة. قتلوا جميع من ارسلتهم لهم ونهبوا ممتلكاتهم وقد حذرتهم مراراً لكنهم لم ينصاعوا ولم يتركوا اعمالهم الشريرة وتهيأوا للحرب. عندئذ حاربتهم عند نهر تكزي «نهر عطبرة» عند مخاضة كيمال كيف انهزموا ولم يقدروا على الصمود. ولمدة ثلاثة وعشرون يوماً قمت بمطاردتهم واحرقت مدنهم تلك المشيدة بالقصب والمشيدة بالطوب.. أخذت محاصيلهم واستوليت على نحاسهم وحديدهم. بعد ذلك حطمت تماثيلهم ودمرت معابدهم. احرقت مخازن القطن والقيت بكل هذا في نهر سيدا «النيل». وصلت إلى كاسيو «كوش أو مروي العاصمة» وخضت معركة وأخذت الأسرى عند ملتقي نهر تكزي وسيدا «نهري عطبرة والنيل».. في اليوم التالي أرسلت كتائبي الظافرة نحو مدن القصب والحجر في علوة ودارو «ربما الكدرو الحالية» وارسلت قواتي لمحاربة المدن الأربعة المشيدة بالقصب في أعالي نهر سيدا «النيل» وتلك المدن المشيدة بالطوب والحجر والتي أخذها النوبة عنوة من اهلها وهي فيرتوتي وتابيفو)..

## انظر ايضًا
- تاريخ إثيوبيا
- عيزانا
- مملكة أكسوم
- مملكة حمير